# Igrzyska Śródziemnomorskie 2005
15. Igrzyska Śródziemnomorskie – piętnaste igrzyska śródziemnomorskie zorganizowane zostały w hiszpańskim mieście Almería między 24 czerwca a 3 lipca 2005 roku. W zawodach wzięło udział 3214 uczestników, w tym 1080 kobiet, którzy reprezentowali 21 krajów. Główną areną igrzysk był Estadio de los Juegos Mediterráneos.

## Tabela medalowa
| Lp | Kraj                 | Złoto | Srebro | Brąz | Suma |
| -- | -------------------- | ----- | ------ | ---- | ---- |
| 1  | Włochy               | 57    | 40     | 56   | 153  |
| 2  | Francja              | 56    | 51     | 46   | 153  |
| 3  | Hiszpania            | 45    | 59     | 48   | 152  |
| 4  | Turcja               | 20    | 24     | 29   | 73   |
| 5  | Egipt                | 15    | 10     | 18   | 43   |
| 6  | Grecja               | 13    | 15     | 31   | 59   |
| 7  | Tunezja              | 13    | 7      | 15   | 35   |
| 8  | Słowenia             | 10    | 8      | 17   | 35   |
| 9  | Algieria             | 9     | 5      | 11   | 25   |
| 10 | Serbia i Czarnogóra  | 8     | 9      | 15   | 32   |
| 11 | Chorwacja            | 5     | 10     | 11   | 26   |
| 12 | Maroko               | 3     | 6      | 3    | 12   |
| 13 | Syria                | 1     | 5      | 5    | 11   |
| 14 | Cypr                 | 1     | 4      | 2    | 7    |
| 15 | Bośnia i Hercegowina | 1     | 2      | 3    | 6    |
| 16 | Libia                | 1     | 0      | 1    | 2    |
| 17 | Albania              | 0     | 2      | 4    | 6    |
| 18 | San Marino           | 0     | 1      | 0    | 1    |
| 19 | Malta                | 0     | 0      | 1    | 1    |
|    | Suma:                | 258   | 258    | 316  | 832  |

## Dyscypliny
- Boks  (szczegóły)
- Bowls  (szczegóły)
- Gimnastyka artystyczna  (szczegóły)
- Gimnastyka sportowa  (szczegóły)
- Golf  (szczegóły)
- Jeździectwo  (szczegóły)
- Judo  (szczegóły)
- Kajakarstwo  (szczegóły)
- Karate  (szczegóły)
- Kolarstwo szosowe  (szczegóły)
- Koszykówka  (szczegóły)
- Lekkoatletyka  (szczegóły)
- Łucznictwo  (szczegóły)
- Piłka nożna  (szczegóły)
- Piłka ręczna  (szczegóły)
- Piłka wodna  (szczegóły)
- Pływanie  (szczegóły)
- Podnoszenie ciężarów  (szczegóły)
- Siatkówka (halowa)  (szczegóły)
- Siatkówka plażowa  (szczegóły)
- Strzelectwo  (szczegóły)
- Szermierka  (szczegóły)
- Tenis stołowy  (szczegóły)
- Tenis ziemny  (szczegóły)
- Wioślarstwo  (szczegóły)
- Zapasy  (szczegóły)
- Żeglarstwo  (szczegóły)